# リー郡 (ニューメキシコ州)
リー郡（英: Lea County）は、アメリカ合衆国ニューメキシコ州にある郡。人口は7万4455人（2020年）。郡庁所在地はラヴィングトンである。

## 地理
総面積は11,380 km² (4,394 mi²)。陸地面積は11,378 km² (4,393 mi²)で、水面積は3 km² (1 mi²)で全体の0.02%である。

## 近接する郡
- ルーズベルト郡 (ニューメキシコ州) - 北
- チャベス郡 (ニューメキシコ州) - 西
- エディ郡 (ニューメキシコ州) - 西
- ラヴィング郡 (テキサス州) - 南
- ウィンクラー郡 (テキサス州) - 南東
- アンドリューズ郡 (テキサス州) - 東
- ゲインズ郡 (テキサス州) - 東
- ヨーカム郡 (テキサス州) - 東
- コクラン郡 (テキサス州) - 北東

## 人口統計
以下は2000年国勢調査における人口統計データである。
| 基礎データ - 人口: 55,511人 - 世帯数: 19,699世帯 - 家族数: 14,715家族 - 人口密度: 5/km² (13/mi²） - 住居数: 23,405軒 - 住居密度: 2/km² (5/mi²) 人種別人口構成 - 白人: 67.13% - アフリカン・アメリカン: 4.37% - ネイティブアメリカン: 0.99% - アジア人: 0.39% - 太平洋諸島系:0.04% - その他の人種: 23.81% - 混血(2人種間以上の): 3.27% - ヒスパニック・ラテン系: 39.65% 世帯と家族（対世帯数） - 全世帯数: 19,699世帯 - 18歳未満の子供がいる:39.30% - 結婚・同居している夫婦: 57.80% - 未婚・離婚・死別女性が世帯主: 12.20% - 非家族世帯: 25.30% - 単身世帯: 22.50% - 65歳以上の老人1人暮らし: 9.90% - 平均構成人数 - 世帯: 2.73人 - 家族: 3.20人 | 年齢別人口構成 - 18歳未満: 30.10% - 18-24歳: 10.10% - 25-44歳: 27.30% - 45-64歳: 20.30% - 65歳以上: 12.20% - 年齢の中央値: 33歳 - 性比（女性100人あたり男性の人口） - 総人口: 100.30人 - 18歳以上: 99.00人 収入と家計 - 収入の中央値 - 世帯: 29,799米ドル - 家族: 34,665米ドル - 性別 - 男性: 32,005米ドル - 女性: 20,922米ドル - 人口1人あたり収入: 14,184米ドル - 貧困線以下 - 対家族: 17.30% - 対人口: 21.10% - 18歳未満: 28.00% - 65歳以上: 14.90% |

## 主な市および町
- ホッブス
- ラヴィングトン（郡庁所在地）
- Eunice
- Jal
- Tatum